# Mysidia nebulosa
Mysidia nebulosa är en insektsart som först beskrevs av Ernst Friedrich Germar 1830.  Mysidia nebulosa ingår i släktet Mysidia och familjen Derbidae. Inga underarter finns listade i Catalogue of Life.